# Louise Stjernström

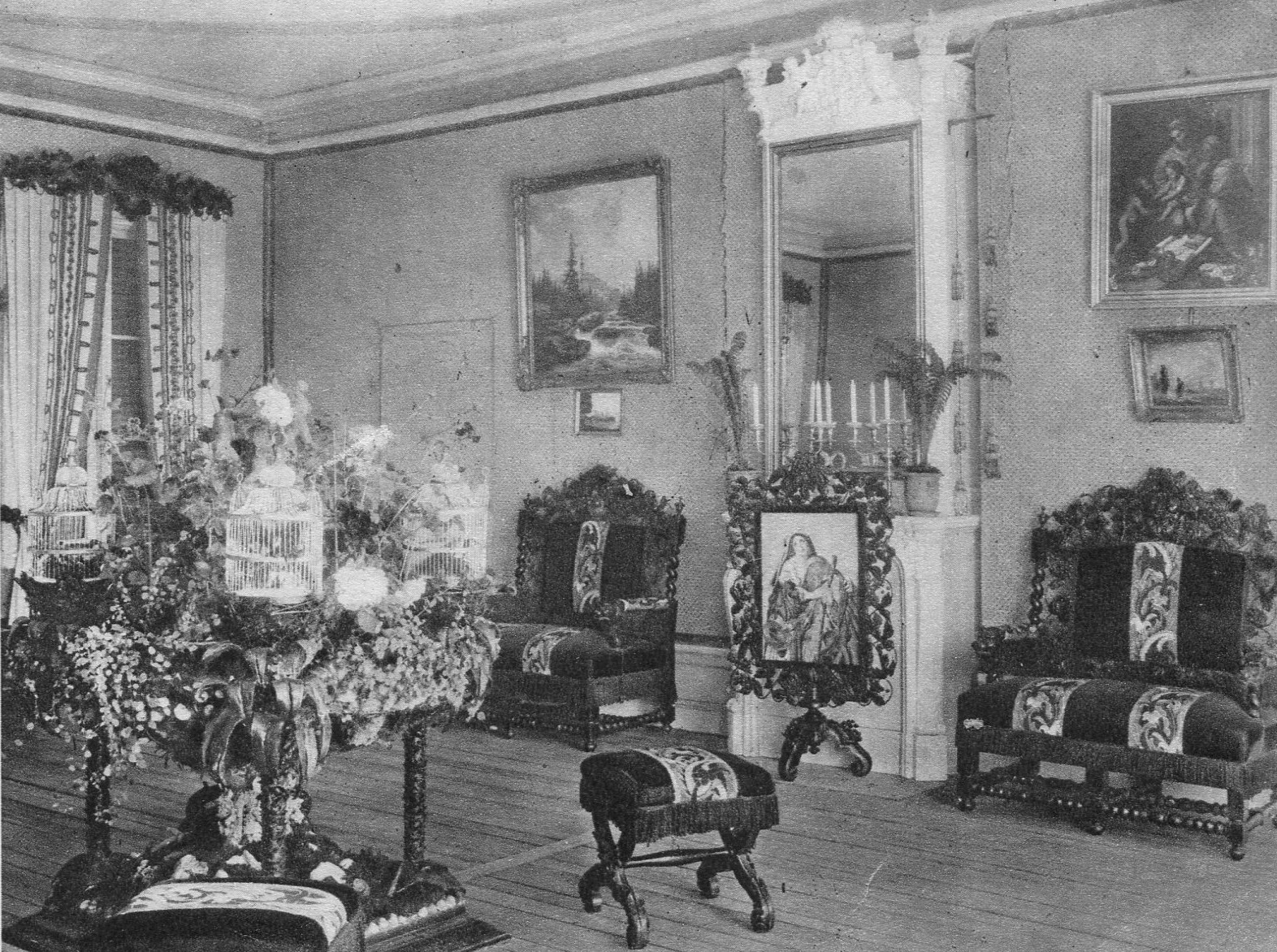
Salen på "Stora Vårby Källa" på Louise Granbergs tid.

Lovisa (Louise) Elisabeth Stjernström, född Granberg den 29 oktober 1812 i Stockholm, död där den 28 december 1907, var en svensk skådespelare, författare, översättare och teaterdirektör. Hon använde pseudonymerna Carl Blink, Erik Ejegod och F—t.

## Biografi
Fadern var skådespelaren och författaren Per Adolf Granberg och den kända pjäsförfattaren Jeanette Granberg var hennes syster. Hon hade fyra systrar och de fick alla lära sig ett yrke. Granberg avlade gesällexamen i färgning vid Teknologiska Institutet och turnerade i landet på statens bekostnad och höll kurser i hemfärgning.
Från 1849 översatte hon och författade pjäser tillsammans med systern Louise under pseudonymen Carl Blink och med systern Jeanette under pseudonymen Georges Malméen. De skrev även var och en för sig. Hon skrev 1861 en pjäs i fem akter och säsongen 1860–1861 uppfördes hennes pjäs Johan Fredman på Mindre teatern.
Hon gifte sig 1861 med skådespelaren Edvard Stjernström, tidigare gift med hennes syster, som grundat Nya teatern 1875. Hon var kunnig i flera språk och översatte och bearbetade dramatik. Efter makens död var hon teaterdirektör åren 1877–1880 och förutom mindre pjäser uppfördes 44 stora verk. Teatern stod konstnärligt högt, men lönsamheten var dålig och Stjernström offrade en stor del av sin förmögenhet för dess drift. Trots det tvingades hon att sälja teatern hösten 1879 till Ludvig Josephson.
Efter att under tre decennier ha författat dramer, övergick hon till att skriva främst historiskt-romantiska skildringar ur den svenska historien. Hon var besjälad av en idealistisk fosterländskhet och ville ge folket god historisk läsning. Hon var i slutet av 1800-talet en av de mest utgivna kvinnliga romanförfattarna. Hennes sista verk Ur livet kom ut 1903 då hon var 92 år.
Förutom intellektuella intressen var Stjernström kunnig i möbelsnickeri och träsvarvning. Hon reste i Norrland och undervisade i spånad och tog initiativ till vinberedning i hemmet. Hon verkade även för biodling och kaninavel och lärde ut konsten att samla in och bereda medicinalväxter och kryddor. Hon bodde efter makens bortgång i en våning tillsammans med tre ogifta döttrar.
Hon begravdes tillsammans med systern Jeanette Stjernström och maken Edvard Stjernström och andra familjemedlemmar i släkten Granberg, på S:t Johannes kyrkogård i Stockholm.

### Dramatik tillsammans med Jeanette Granberg
- Den behagsjuka arrendatorskan. Stockholm. 1849 - Utgiven anonymt.
- En revolution i månan: fantasibild eller vadduvill i tre tablåer / svenskt original af Carl Blink [L. Stjernström] och Georges Malméen [J. Stjernström] förf. till "Stockholmsbesöket". Stockholm: Bonnier. 1849. Libris 10081278
- Trollkarlen : stort skuggspel. Stockholm. 1849. Libris 10081278
- Tidens strid eller Det bästa kapitalet : skådespel i tre akter och fyra tablåer / svenskt original af Carl Blink [L. Stjernström och Georges Malméen [J. Stjernström] ; uppfördt på Mindre Theatern i Stockholm 1850]. Stockholm: Bonnier. 1850. Libris 11783922. http://www.dramawebben.se/pjas/tidens-strid-eller-det-basta-kapitalet
- Token : ritningar ur det löjliga af ögonblickets historia af en tok. Stockholm. 1849 - Utgiven av: J— S— och L— S—.

### Övrig skönlitteratur
- Svenska historiska berättelser i romantisk form. Del 1-6. Stockholm: Lamm. 1880-1882. Libris 1668844
  -  1, Smedsonen från Örebro. 1880. Libris 20915262. http://hdl.handle.net/2077/53281
  -  2, Gustaf II Adolfs ungdom. 1880. Libris 20915261. http://hdl.handle.net/2077/53280
  -  3, En ädel drottning. Stockholm: Lamm. 1881. Libris 22078153. http://hdl.handle.net/2077/54596
  -  4, Carl XII:s drabant. Stockholm: Lamm. 1881. Libris 22108236. http://hdl.handle.net/2077/54595
  -  5, Iliana : berättelse från Gustaf III:s dagar. Stockholm: Lamm. 1881. Libris 22108262. http://hdl.handle.net/2077/54594
  -  6, Kungen och riksdagsmannen : tidsbilder från Carl XIV Johans dagar. Stockholm: Lamm. 1882. Libris 21805404. http://hdl.handle.net/2077/54146
- Historiska berättelser för folket. 1-4. Stockholm: Lamm. 1883-1884. Libris 1668838
  -  1, Kung Gustaf och silfverskon. Stockholm: Lamm. 1883. Libris 22698859. http://hdl.handle.net/2077/56490
  -  2, Stenbocken och getapojken. Stockholm: Lamm. 1883. Libris 22698858. http://hdl.handle.net/2077/56489
  -  3, Gamle Hurtig  : tidsbild från Carl XII:s dagar. 1884. Libris 1668841
  -  4, Liten, men naggande god  : tidsbild från 30-åriga kriget. 1884. Libris 1668842
- Svenska medeltidsromaner / af Carl Blink. 1-3. Stockholm: Bonnier. 1888-1890. Libris 1677403
  -  1, Sten Sture den äldre och hans samtida : historisk-romantisk skildring, Afdelning 1, Lapparnes drottning. 1888. Libris 1677404
  -  1, Sten Sture den äldre och hans samtida : historisk-romantisk skildring, Afdelning 2, Finlands ros. 1888. Libris 1677405
  -  2, Svante Nilsson Sture och hans samtida : historisk-romantisk skildring, Afdelning 1, Dödsengeln. 1889. Libris 1677406
  -  2, Svante Nilsson Sture och hans samtida : historisk romantisk skildring, Afdelning 2, Barnaoffer. 1889. Libris 1677407
  -  3, Sten Sture den yngre och Kristina Gyllenstjerna : historisk romantisk skildring, Afdelning 1, Sveriges valkyria. 1890. Libris 20511754. http://hdl.handle.net/2077/52194
  -  3, Sten Sture den yngre och Kristina Gyllenstjerna : historisk romantisk skildring, Afdelning 2, Nu går domen öfver landet. 1890. Libris 20402481. http://hdl.handle.net/2077/52170
- Från Vasatiden: svenska historiska romaner / af Carl Blink. 1-4. Stockholm: Bonnier. 1891-1897. Libris 1677394
  -  1, Gustaf Wasa och hans samtida, 1, Sveriges befriare. 1891. Libris 1677395
  -  1, Gustaf Wasa och hans samtida, 2, Solen sjunker. 1891. Libris 1677396
  -  2, Erik XIV och Johan III : historisk-romantisk berättelse, Del 1, Brödrahat. 1892. Libris 1677397
  -  2, Erik XIV och Johan III : historisk-romantisk berättelse, Del 2, Mörker. 1892. Libris 1677398
  -  3, Karl och Sigismund : historisk romantisk skildring, 1, Protestant eller katolik?. 1896. Libris 1677399
  -  3, Karl och Sigismund : historisk romantisk skildring, 2, Bladet vänder sig. 1896. Libris 1677400
  -  4, Gustaf II Adolf och hans samtida, 1. 1897. Libris 1677401
  -  4, Gustaf II Adolf och hans samtida, 2. 1897. Libris 1677402
- Christiana Oxenstjerna : historisk romantisk skildring. [Stockholm]. 1899. Libris 8418219
- Fosterländska minnen i ord och bild från medlet af 15:e till slutet af 18:e seklet : historiska berättelser. Stockholm: Nilsson. 1903. Libris 1691969
- Ur lifvet : tidsbild / af Karl Blink. Stockholm: Skoglund. 1903. Libris 1726129
- Dagar som gått, som äro, och som stunda : för Stockholms-Tidningen / af Karl Blink. Stockholm. 1905. Libris 3081800

### Varia
- Karl von Linnés levnadssaga : samlade anteckningar. Mariestad. 1907. Libris 2374774